# Леонов, Алексей Дмитриевич
Алексей Леонов (род. 1982; Сумы) — украинский скульптор, заслуженный художник Украины.

## Биография
С двух лет начал лепить из пластилина, с пяти — активно занимается в киевской художественной студии. Потом были годы успешной учёбы в Государственной художественной школе им. Т. Г. Шевченко в Киеве.
В 1999 году Алексей поступает в Национальную академию изобразительных искусств и архитектуры (Киев). Здесь начинается настоящая активная деятельность скульптора — напряжённая работа по восемь, а иногда, и по шестнадцать часов в сутки. При этом молодому скульптору всегда помогали особенности его характера — огромное трудолюбие и самодисциплина. Во время учёбы Алексей Леонов принимал участие во многих выставках и конкурсах.

В 2002 году получил звание лауреата Всеукраинской олимпиады по эстетике. В 2005 году — блестяще защитился в мастерской В. В. Швецова: его дипломной работой стала скульптура «Николай Рерих». В этом же году поступает в аспирантуру к академику В. З. Бородаю, который стал его мудрым наставником и учителем. 

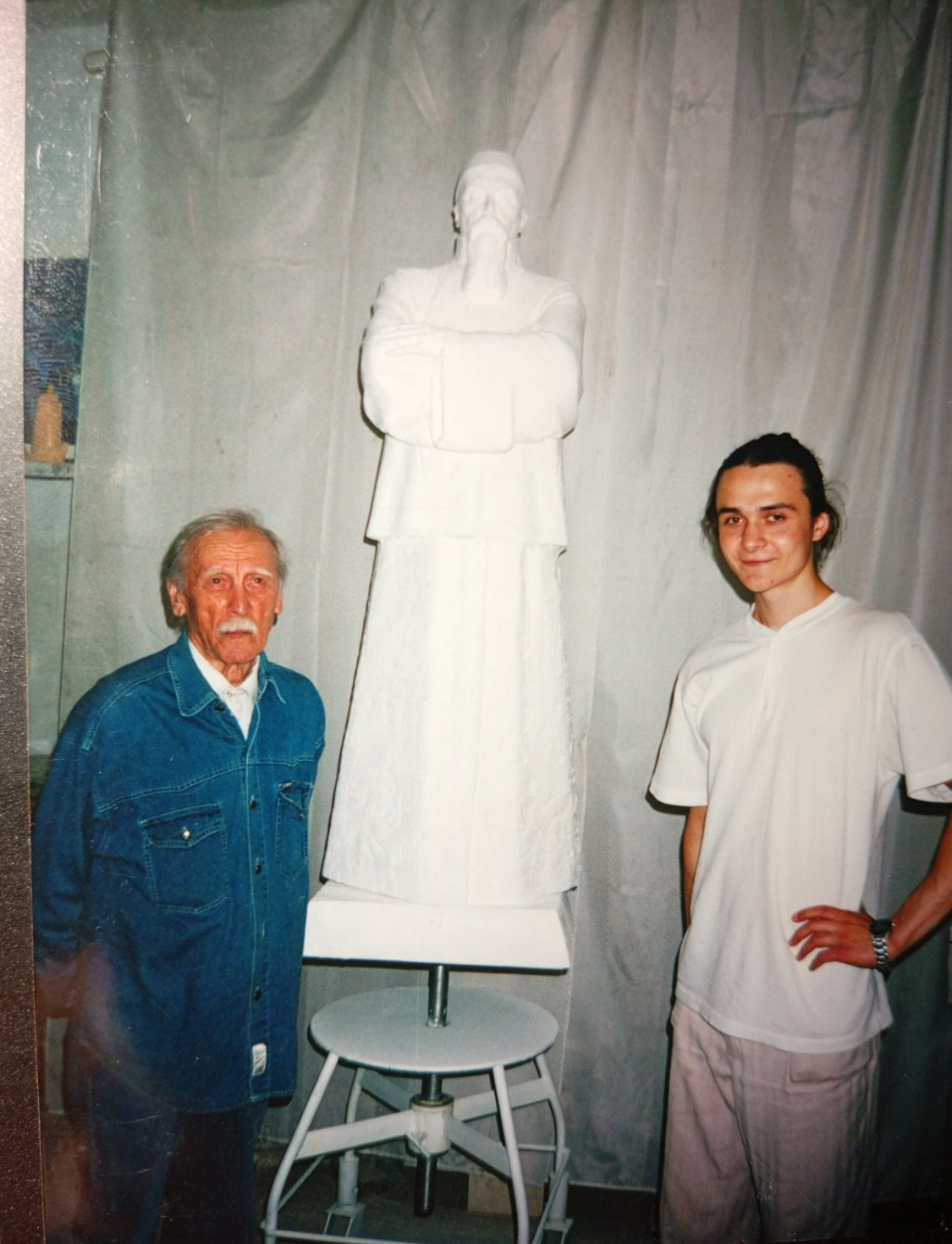
Скульптор Алексей Леонов со своим учителем и наставником академиком Бородаем Василием Захаровичем

В 2008 году Леонов становится членом Союза художников Украины.
2024  награжден почетным званием «Заслуженный художник Украины».

## Творчество
Более 200 персональных выставок прошли в период с 2005 по 2024 годы в разных городах Украины, Польши, Литвы, Латвии, Чехии.
В более чем 80 городах мира находятся работы скульптора, среди них: Сан-Франциско, Нью-Йорк, Вашингтон, Лондон, Рим, Ватикан, Порту, Прага, Будапешт, Наарден, Бильбао, Баку, Ченнай, Мумбай, Колькатта, Наггар.

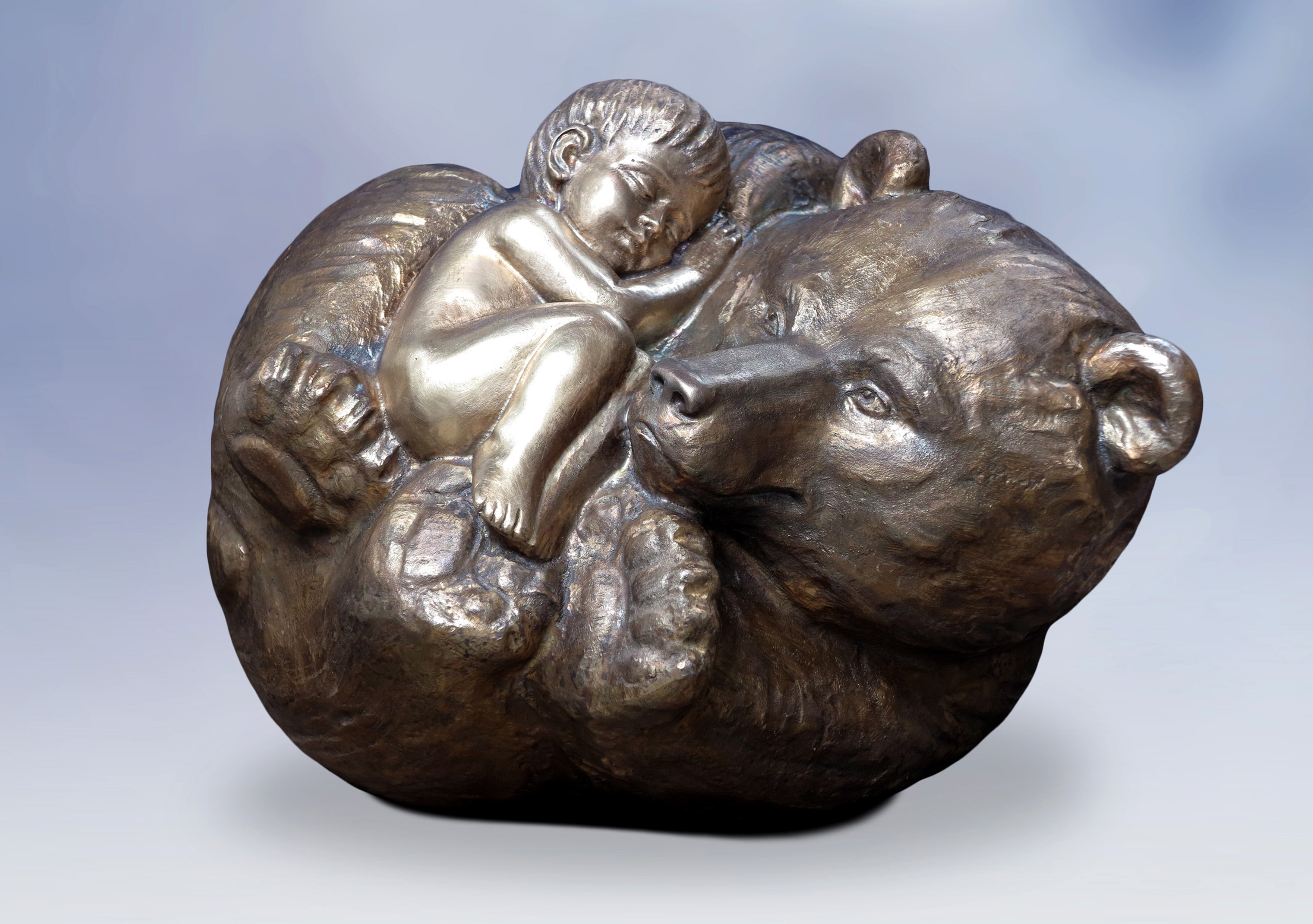
Идиллия. бронза, 2005

Более 50 авторских памятников установлено в разных городах мира.
В 2007 году участвует в киевском проекте «Аллея Муз» на берегу Днепра города Киева, создает скульптуры «Орфея» и «Музу Скульптуры» (искусственный камень).
В 2006—2009 годах оформляет залы Музея имени Н. К. Рериха в Москве, который в те годы располагался в усадьбе Лопухиных. Создал памятник Юрию Рериху (2007, бронза). Диорама в Зале Живой Этике, композиция «Судный день. Предупреждение», «Судный день. Очищение», «Держательница Мира», «Учитель М.», центральная композиция «Весники космический эволюции» (45 портретов), «Матерь Мира» и другие залы.

Учитель Любви, шамот, 2006. Скульптор А. Леонов

В 2011 году установлен памятник К. Э. Циолковскому и С. П. Королёву «Связь времен» в Калуге. В 2012 году гокопия этого памятника была установлена около исторического здания первой штаб-квартиры NASA в городе Хьюстон[1] (проект Международного благотворительного общественного фонда «Диалог культур — единый мир»). В 2017 году такая же копия установлена в Монпелье[2].
В 2012 году бронзовый бюст Ю. А. Гагарина подарен более чем 45-ти разным городам мира (проект Международного благотворительного общественного фонда «Диалог культур — единый мир»).

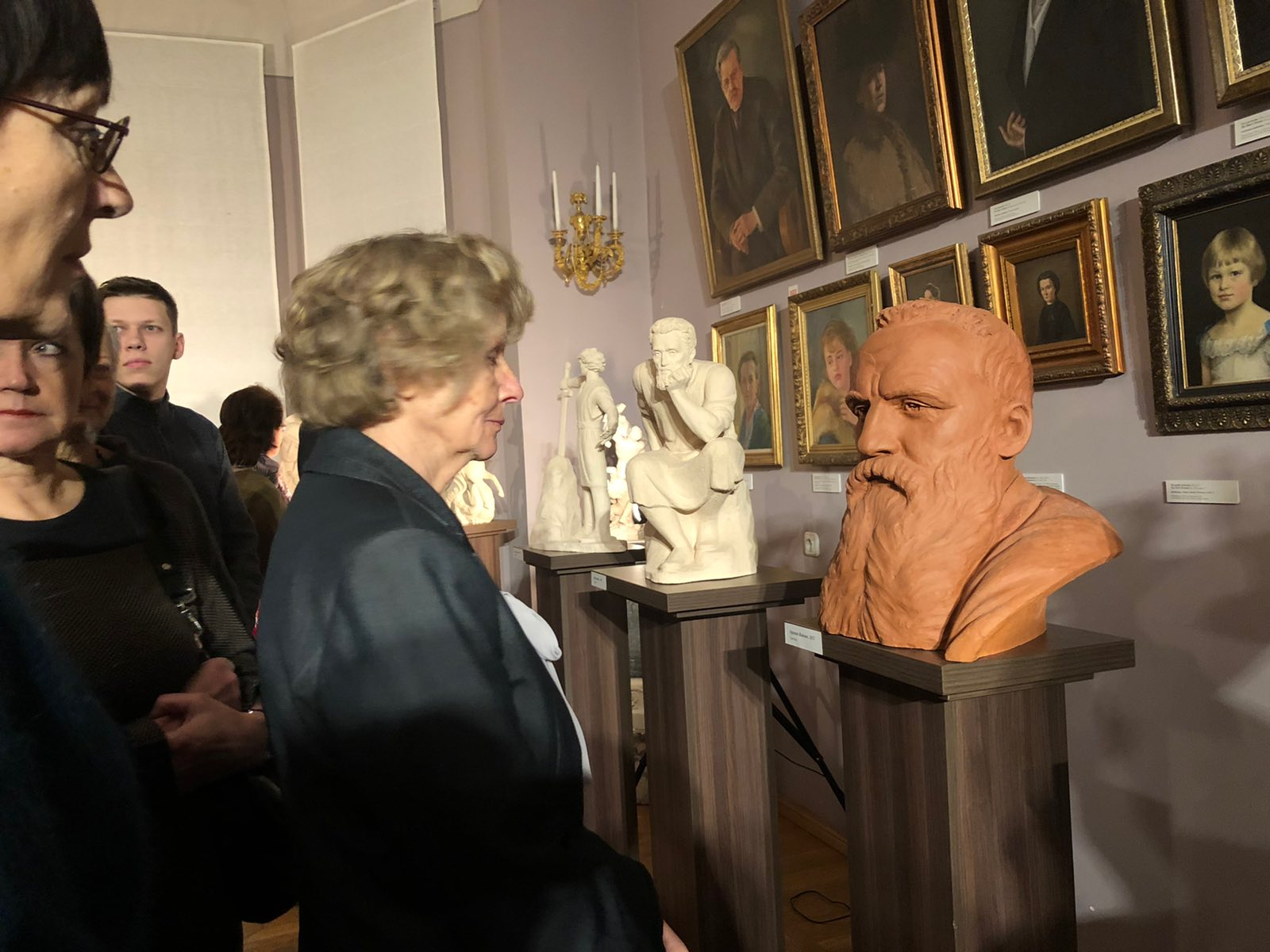
Персональная выставка А. Леонова «Путями Духа» в Литве, 2020 г.

- 2012, Индия, Колькатта, 2016, Италия, Рим — памятник Матери Терезы.
- 2014, Индия, Ченнай; Наардене (Нидерланды) — бюст основательницы теософского общества Е. П. Блаватской.
- 2017, Азербайджан, Баку — памятник Альфреду Нобелю.
- 2018, США, Сан-Франциско — памятник святителю Иоанну Шанхайскому и Сан-Францисскому чудотворцу.
- 2023, Украина, Киев — памятник «Чудо Покрова Пресвятой Богородицы» на территории Национального заповедника «София Киевская».
- 2024, Украина, Киев и г. Хмельницкий — памятник «Чудо Покрова Пресвятой Богородицы».Памятник К. Э. Циолковскому и С. П. Королёву в Калуге. 2011, бронза

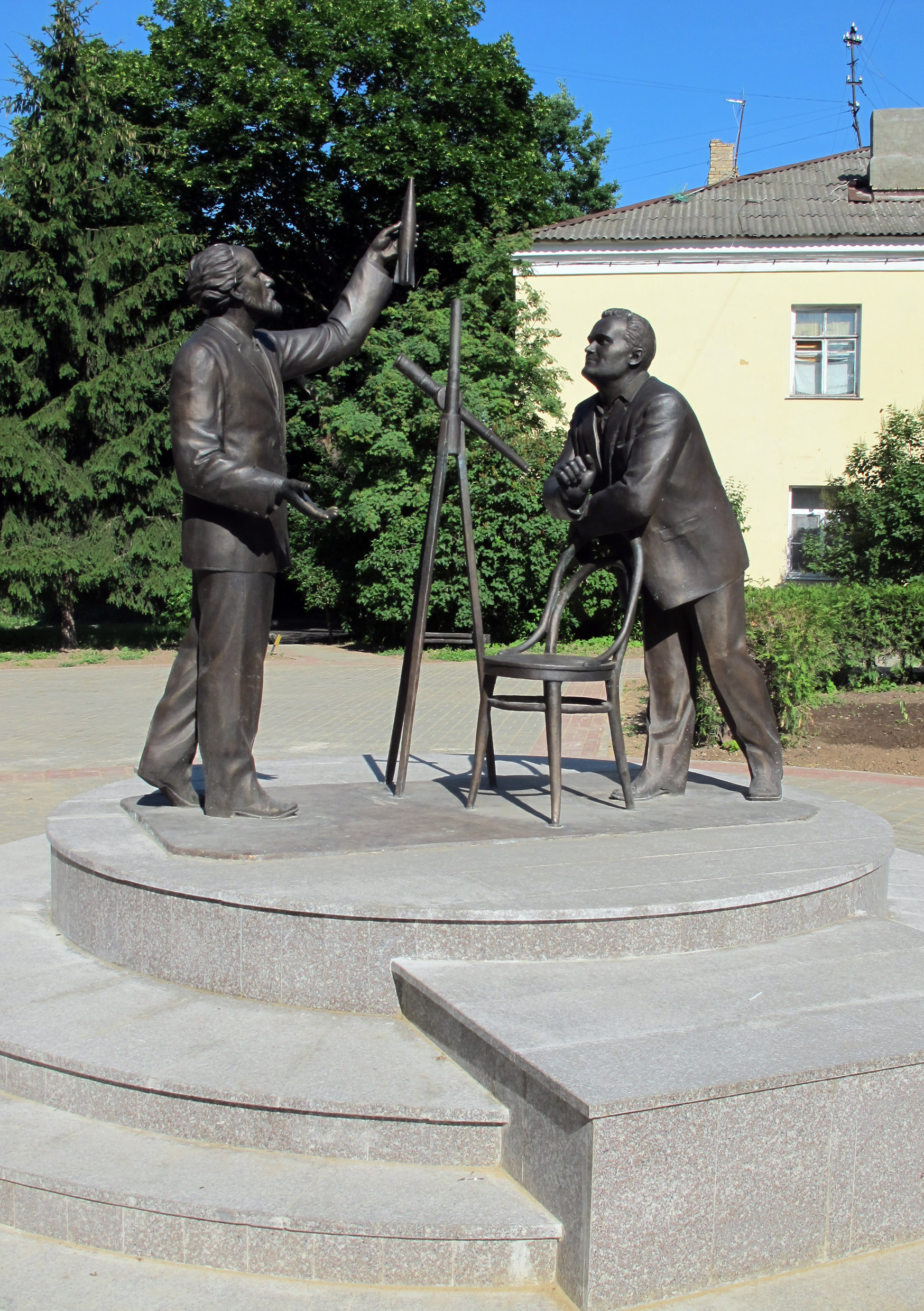
Памятник К. Э. Циолковскому и С. П. Королёву в Калуге. 2011, бронза